# Santi Malgosa i Morera
Santi Malgosa i Morera (Terrassa, 25 de juliol de 1956) és un jugador d'hoquei sobre herba terrassenc, ja retirat, guanyador d'una medalla olímpica. És germà del també jugador d'hoquei sobre herba i medallista olímpic Joaquim Malgosa i cosí de Joan Malgosa.
Amb 23 anys va prendre part en els Jocs Olímpics d'Estiu de 1980 realitzats a Moscou (Unió Soviètica), on va aconseguir guanyar la medalla de plata en la competició masculina olímpica d'hoquei sobre herba. En els Jocs Olímpics d'Estiu de 1984 realitzats a Los Angeles (Estats Units) aconseguí guanyar un diploma olímpic en finalitzar vuitè.
A nivell de clubs jugà sempre a l'Atlètic Terrassa Hockey Club, amb qui va guanyar quatre lligues (1983, 1984, 1985 i 1986), tres Copes del Rei (1984, 1985 i 1986) i dos Campionats de Catalunya (1985, 1986).